# Махеш Бабу
Махеш Бабу Гхаттаманени (англ. Mahesh Babu Ghattamaneni, телугу ఘట్టమనేని మహేశ్ ‌బాబు; род. 9 августа 1975 года, Мадрас) — индийский актёр, снимающийся в фильмах на языке телугу. Обладатель 7 премий Nandi Awards, 4 — Filmfare Award Telugu и нескольких других наград за исполнение главных мужских ролей.

## Семья и ранние годы
Махеш Бабу родился 9 августа 1975 года в Мадрасе, штат Тамилнад, в семье актёра Кришны Гхаттаманени и его жены Индиры Деви. У Махеша есть старший брат — актёр Рамеш Бабу, две старшие сестры — Падмавати и Манджула, и младшая — Приядаршини.
Махеш получил начальное образование в St. Bede’s School в Мадрасе, где его одноклассником был тамильский актёр Сурья Шивакумар.
На съемках фильма «Вамси» (2000) партнершей Махеша стала болливудская актриса и бывшая Мисс Индия 1993 года — Намрата Широдкар. Они встречались в течение 5 лет и поженились 10 февраля 2005 года в Мумбаи. У пары есть двое детей: сын Гаутам (2006) и дочь Ситара (2012).

## Карьера

### Первые шаги
Махеш Бабу начал свою актёрскую карьеру в 1979 году в возрасте четырёх лет, сыграв небольшую роль Needa режиссёра Дасари Нараяны Рао, где дебютировал его брат Рамеш. В 1983 году режиссёр Коди Рамакришна взял Махеша в фильм Poretem после долгого кастинга на роль брата актёра Кришны. В 1987 году он впервые снялся в режиссёрском проекте своего отца — фильме Sankharavam. В другом его проекте Koduku Diddina Kapuram (1989) Махешу досталась двойная роль. Всего как ребёнок-актёр он сыграл в 7 фильмах Кришны. После выхода Balachandrudu и Anna Tammudu (1990) он временно перестал сниматься, сосредоточившись на учёбе.
В 1999 году Махеш вернулся в киноиндустрию как главный герой в фильме Raja Kumarudu режиссёра К. Рагхавендры Рао в паре с Прити Зинтой. Фильм дал ему хороший старт, позволил получить Nandi Award за лучший мужской дебют,
и принёс прозвище «Принц Махеш». Его следующий фильм Yuvaraju вышел годом позже и имел умеренный успех, завершив 100 дней в 19 киноцентрах по всему Андхра-Прадеш. В этом же году в прокат вышел «Вамси» режиссёра Б. Гопала, где Махеш снялся в паре со своей будущей женой Намратой Широдкар.
В 2001 году он сыграл в паре с Сонали Бендре в успешном фильме «Скрытая правда» режиссёра Кришны Вамси, заработав положительную оценку критиков и всех слоев аудитории.
За свою игру он получил специальный приз от жюри Nandi Award.
Вторую такую награду он заработал в следующем году за фильм «Хитрый лис» режиссёра и продюсера Джаянта Паранджи, где исполнил роль ковбоя.
Роль и фильм были призваны почтить наследие актёра Кришны — первого индийца, сыгравшего ковбоя, и первый индийский вестерн Mosagallaku Mosagadu (1971).
В том же году вышел другой фильм — Bobby Собхана, в котором Махеш снялся в паре с Арти Агарвал.
Затем последовал «Единственный» Гунашекхара в паре с Бхумикой Чавлой. Фильм стал важным этапом в карьере Махеша, принеся ему Filmfare Awards South за лучшую мужскую роль.
За свою следующую роль в фильме «Правда» режиссёра Теджи актёр получил премию Nandi.
В 2004 году он снялся вместе с Амишей Патель в фильме Сурьи Naani, продюсером которого была его сестра Манджула. Другой фильм этого же года и второй опыт работы Махеша с Гунашекхаром «Арджун» был сделан при участии его брата Рамеша и принёс актёру очередную специальную премию Nandi.
В 2005 году Махеш появился в паре с Тришей Кришнан в киноленте «Под прицелом» Тривикрама Шриниваса. Этой ролью он снова заработал положительную оценку критиков и вторую Nandi Award за лучшую мужскую роль.
Его следующий фильм «Вооружён и очень опасен» в паре с Илеаной де Круз, продюсером которого была Манджула Гхаттаманени, а режиссёром Пури Джаганнатх, стал самым кассовым фильмом на телугу, побив все предыдущие рекорды. Его прокат длился более 100 дней в 200 кинотеатрах штата и более 25 недель в 63-х.
Фильм имел успех не только в Андхра-Прадеш, но также по всей Индии и за рубежом. Махешу он принес вторую Filmfare Awards South.
В другом фильме того года «Солдат» режиссёра Гунашекхара актёр вновь снялся в паре с Тришей Кришнан.
В картине Сурендера Редди «Атиди» (2007) Махеш Бабу сыграл вместе с Амритой Рао. После этого он сделал перерыв в карьере по семейным обстоятельствам. Единственное, над чем он работал за этот период — озвучил фильм «Забава» (2008) с Паваном Кальяном в главной роли.

### После перерыва
Полноценное возвращение Махеша Бабу состоялось в 2010 году, когда на экраны вышел фильм «Сила духа».
После выхода картина получила смешанные отзывы, но собрала рекордную для южно-индийских фильмов кассу за рубежом. Новый рекорд по сборам в Индии поставил фильм «Дерзкий» Срину Вайтлы, в котором Махеш Бабу сыграл вместе с Самантой. Картина стала главным хитом года среди индийских фильмов на языке телугу.
Работа Махеша получила высокую оценку критиков, Sify.com написал: «игра Махеша Бабу, особенно в боевых эпизодах, потрясает. И в эмоциональных сценах герой выглядит также великолепно, добиваясь восхищения аудитории. Вдобавок, Махеш пронимает зрителя в комедийных моментах. Согласно сюжету, он примерил два разных образа, произведя впечатление в обоих, и отыграл их до совершенства».
«Дерзкий» с успехом шёл в 152 киноцентрах более 50 дней и стал самым кассовым фильмом на телугу после «Великого воина».
Махеш получил за свою роль третью Filmfare Awards South.
В январе 2012 года состоялась премьера его новой работы — боевика «Бизнесмен», в котором вместе с ним снялась Каджал Агарвал. Сыграв антигероя, Махеш заработал положительную оценку критиков.
В первый же день фильм собрал в прокате 18.7 крор,
а также принёс Махешу статус самого высокооплачиваемого актёра Толливуда.
Год спустя актёр снялся в семейной драме «Ветка жасмина у дома Ситы» режиссёра Шриканта Аддалы вместе с Венкатешем. Фильм преуспел в прокате и заслужил статус «блокбастер»,
а Махеш получил признание критиков и четвёртую статуэтку Filmfare.
В начале 2014 года в прокат вышел его следующий проект 1: Nenokkadine, режиссёром которого стал Сукумар. Пару Махешу составила дебютантка Крити Санон. В этом же году состоялась премьера ещё одного фильма — полицейского боевика Срину Вайтлы Aagadu c Таманной. Оба фильма провалились в прокате, несмотря на большие сборы за пределами Индии.
После двух провалов подряд актёр отчаянно нуждался в успешном фильме, и таким стал «Великодушный» Кораталы Шивы со Шрути Хасан. Фильм собрал около 100 крор (1 млрд рупий) в первую неделю проката,
заняв второе место в списке самых кассовых фильмов на телугу на 2015 год, уступив только блокбастеру «Бахубали: Начало»,
и принёс актёру пятую премию Filmfare Award South.
Однако следующий фильм Махеша, «Праздник», вышедший в 2016 году, снова не смог отбить высокий бюджет, несмотря на участие таких звёзд как Каджал и Саманта. В 2017 году актёр сыграл агента секретной службы в двуязычном фильме АР Муругадоса Spyder, который получил смешанные и негативные отзывы и собрал среднюю кассу. В 2018 году с его участием вышел фильм Bharath Ane Nenu, ставший вторым в сотрудничестве с режиссёром Кораталой Шивой. Фильм стал собрал хорошую кассу за короткое время и получил положительную оценку критиков.

## Фильмография
| Год  |   | Русское название          | Оригинальное название              | Роль                       |
| ---- | - | ------------------------- | ---------------------------------- | -------------------------- |
| 1999 | ф | Принц №1                  | Raja Kumarudu                      | Радж Кумар                 |
| 2000 | ф | Наследник                 | Yuvaraju                           | Сринивас                   |
| 2000 | ф | Вамси                     | Vamsi                              | Вамси                      |
| 2001 | ф | Скрытая правда            | Murari                             | Мурари                     |
| 2002 | ф | Хитрый лис                | Takkari Donga                      | Раджа                      |
| 2002 | ф | Бобби                     | Bobby                              | Бобби                      |
| 2003 | ф | Единственный              | Okkadu                             | Аджай Варма                |
| 2003 | ф | Правда                    | Nijam                              | Ситарам                    |
| 2004 | ф | Наани                     | Naani                              | Нани / Виджу               |
| 2004 | ф | Арджун                    | Arjun                              | Арджун                     |
| 2005 | ф | Под прицелом              | Athadu                             | Нанда Гопал / Партасарадхи |
| 2006 | ф | Вооружён и очень опасен   | Pokiri                             | Панду / Кришна Манохар     |
| 2006 | ф | Солдат                    | Sainikudu                          | Сиддхарта                  |
| 2007 | ф | Атиди                     | Athidhi                            | Атиди                      |
| 2010 | ф | Сила духа                 | Khaleja                            | Ситарама Раджу             |
| 2011 | ф | Дерзкий                   | Dookudu                            | Аджай Кумар                |
| 2012 | ф | Бизнесмен                 | Businessman                        | Сурья-бхай                 |
| 2013 | ф | Ветка жасмина у дома Ситы | Seethamma Vakitlo Sirimalle Chettu | «Младший»                  |
| 2014 | ф | Один                      | 1: Nenokkadine                     | Гаутам                     |
| 2014 | ф | Неудержимый               | Aagadu                             | Шанкар                     |
| 2015 | ф | Великодушный              | Srimanthudu                        | Харшвардхан                |
| 2016 | ф | Фестиваль                 | Brahmotsavam                       | Чандрашекхар               |
| 2017 | ф | Шпион                     | Spyder                             | Шива                       |
| 2018 | ф | Я Бхарат                  | Bharat Ane Nenu                    | Бхарат Рам                 |

## Образ в СМИ
Помимо актёрской деятельности Махеш поддерживает несколько брендов в Андхра-Прадеш и других штатах Южной Индии, в том числе является послом национального бренда Thums Up.
По результатам онлайн-опросов актёр попал в список «50 Самых желанных мужчин», заняв в рейтингах, составленных Hyderabad Times, первое место в 2013
и 2015,
второе в 2012
и 2014 году
и шестое в общеиндийском рейтинге в 2014 и 2015 годах.
С 2012 года ежегодно входит в списки «100 самых богатых знаменитостей», составляемые индийской версией журнала Forbes.